# 直管列当
直管列当（学名：Orobanche cernua var. hansii）为列当科列当属下的一个变种。

## 扩展阅读
- 維基物種上的相關：直管列当